# Bro's Before Ho's
Bro's Before Ho's is een Nederlandse romantische komedie uit 2013, geregisseerd door Steffen Haars en Flip van der Kuil. Hoofdrollen zijn er voor Tim Haars, Daniël Arends, Sylvia Hoeks, Henry van Loon en Theo Maassen.

## Verhaal
De film gaat over twee broers, videotheekmedewerker Max (Tim Haars) en assistent-manager in een supermarkt Jules (Daniël Arends), die naar aanleiding van een dringend advies van hun vader (Ton Kas) als kind al gezworen hebben nooit met een vrouw een relatie te krijgen. Ze gaan doorlopend stappen en krijgen de ene na de andere meid in bed (en Jules heeft ook vaak seks in het magazijn van de winkel met vrouwelijke ondergeschikten) maar dumpen deze meiden weer net zo makkelijk. Totdat ze allebei verliefd worden op Anna (Sylvia Hoeks), begeleidster van geestelijk gehandicapten, waaronder Jordy (Huub Smit), die onrustig en gewelddadig wordt als hij geen pornofilms kan kijken.
Jules en Anna besluiten te gaan samenwonen, waarop Max erg koel doet tegenover Anna. Jules verandert echter van gedachten: samenwonen is toch niets voor hem, bovendien gunt hij Max om met Anna een relatie te hebben. Anna is eerst boos op Max, ook omdat die er onbedoeld de oorzaak van is dat Anna wordt ontslagen (doordat hij na het overlijden van zijn baas en sluiting van de videotheek porno-dvd's aan Jordy heeft gegeven, waar Anna de schuld van krijgt), maar uiteindelijk (na een verblijf van Jules en Max in de gevangenis na een treffen met de politie wanneer zij ongeautoriseerd met de gehandicapten op stap zijn) komt het goed tussen hen.
Verder is er tussendoor de verhaallijn van René (Henry van Loon), vriend van Max en Jules, wiens vriendin Suzanne (Jennifer Hoffman) het uitmaakt. Ook tussen hen komt het uiteindelijk goed.

## Rolverdeling
- Tim Haars als Max
- Daniël Arends als Jules
- Sylvia Hoeks als Anna
- Henry van Loon als René
- Theo Maassen als Bart
- Huub Smit als Jordy
- Jennifer Hoffman als Suzanne
- Ton Kas als Nees
- Birgit Schuurman als Mercedes
- Juliette van Ardenne als Eefje
- Pieter Bouwman als Kenrick
- Nick Golterman als vakkenvuller Henk
- Raymond Thiry als detective
- Eva Duijvestein als Helma
- Marieke Westenenk als Nola
- Eva Damen als Paula
- Dick van den Toorn als Hans
- Bert Hana als Jeroen
- Hedy Wiegner als oudere vrouw
- Joost Koning als jongen 1
- Nils Verkooijen als jongen 2
- Steffen Haars als Lingo-deelnemer 1
- Flip van der Kuil als Lingo-deelnemer 2
- Bart de Rijk  als theaterpresentator

## Trivia
- De scène waarin Max telefonisch pornofilms bestelt is overgenomen uit de Amerikaanse film Clerks. (1994).
- Tijdens de aftiteling worden scènes nagespeeld uit respectievelijk Pulp Fiction, Jaws, Menace II Society, Rocky, Braveheart, Fight Club, New Kids Turbo en American History X.
- De gebeurtenissen in de inrichting voor geestelijk gehandicapten zijn overgenomen uit One Flew Over the Cuckoo's Nest.